# Ushabti

Cassetta per ushabti di Djehutyhotep, intendente e direttore della festa di Amon, tra il 1290 e il 1210 a.C., Nuovo Regno. Museo Egizio, Torino.

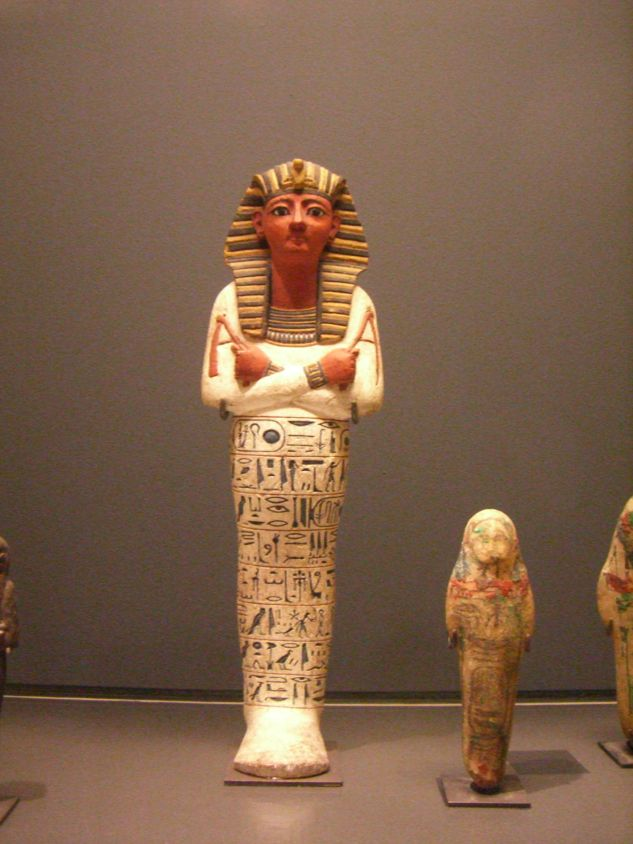
Ushabti a nome di Ramesse IV (XX dinastia)

Gli ushabti (chiamati in origine anche shauabti o shabti), che in egizio significava "quelli che rispondono" erano delle piccole statue che costituivano elemento integrante ed indispensabile del corredo funebre.

## Descrizione
Rappresentando forze costruttive positive facevano parte della pratica magica e servivano da sostituti ai defunti giustificati.
I materiali impiegati nella loro realizzazione potevano essere preziosi come il lapislazzuli e altre pietre oppure di materiali più comuni come legno e faïence. Quest'ultima era il materiale più economico e si realizzava con soda e sabbia quarzifera fusa; si creava quindi una pasta di vetro in color turchese o blu che veniva messa in stampi.
La differenza dei materiali impiegati scaturiva dalla classe sociale del defunto, dalle sue ricchezze e, poiché spesso gli ushabti erano offerti anche da terzi, dalla tipologia del rapporto che legava al defunto. Infatti, sotto ai piedi di alcune statuette dei faraoni sono state trovate incise delle dediche da parte di funzionari che donavano l'ushabti al faraone defunto, sia per offrire i propri servizi nell'aldilà, sia per essere sicuri di riservarsi un posto in paradiso.

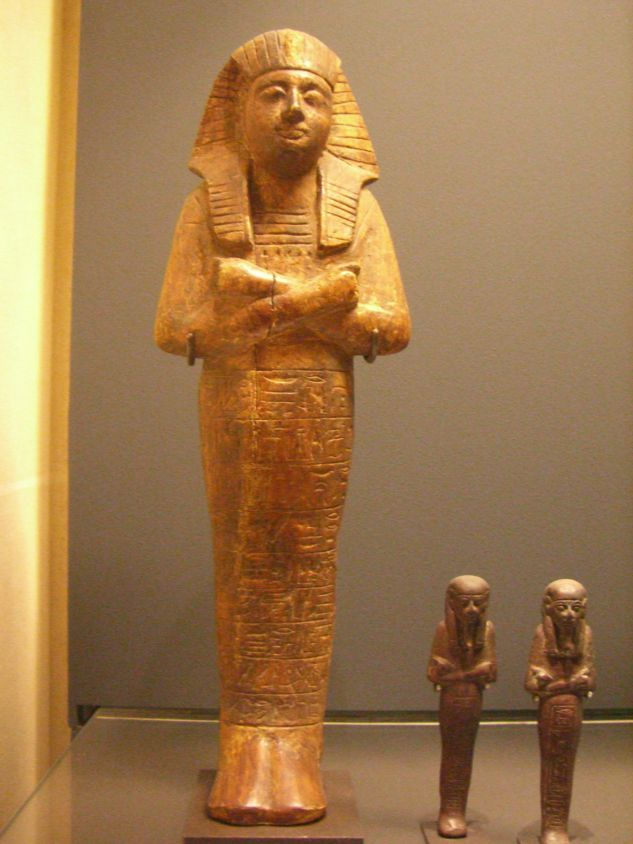
Ushabti appartenuti a Ramses III (XX dinastia)

La tomba del Portasigilli Horugia (XXX dinastia) aveva un centinaio di esemplari, ma in origine dovevano essere di più perché la tradizione prevedeva un ushabti per ogni giorno dell'anno. In questo caso, ogni dieci statuette vi era anche un ushabti caposquadra.
L'aspetto più comune era mummiforme e rappresentava l'eterno spirito del defunto, chiamato Aj, che scaturiva dalla fusione del Ba e del Ka, ma poteva anche essere immagine di servitori o portatori di offerte. Nella parte inferiore vi erano incise formule magiche tratte dal Libro dei morti; la più frequente era quella del capitolo 6 che costringeva l'ushabti ad obbedire e nella quale il defunto gli chiedeva di lavorare per lui quando il dio Osiride, nell'aldilà, gli avrebbe chiesto di coltivare i campi Aaru.
Tra gli ushabti frequenti sono le cosiddette "statue del Ka", come quella del sovrano Auibra-Hor, destinate anch'esse al corredo funebre e che servivano da sostituto del corpo per ospitare il Ka del defunto, quando ritornava per assimilare, per loro tramite, l'essenza dei cibi lasciati dai vivi sulla tavola delle offerte.
Gli ushabti erano deposti in apposita cassetta decorata con immagini tratte dalla vita quotidiana del defunto. Splendida quella di Mutemuia, cantatrice di Amon, dove è raffigurata inginocchiata davanti agli dei dell'oltretomba mentre suona il sistro.
A partire dalla XII dinastia cominciò l'uso sempre più frequente dei modellini; questi erano piccole sculture che rappresentavano in modo perfetto le attività agricole e artigiane svolte per il defunto.

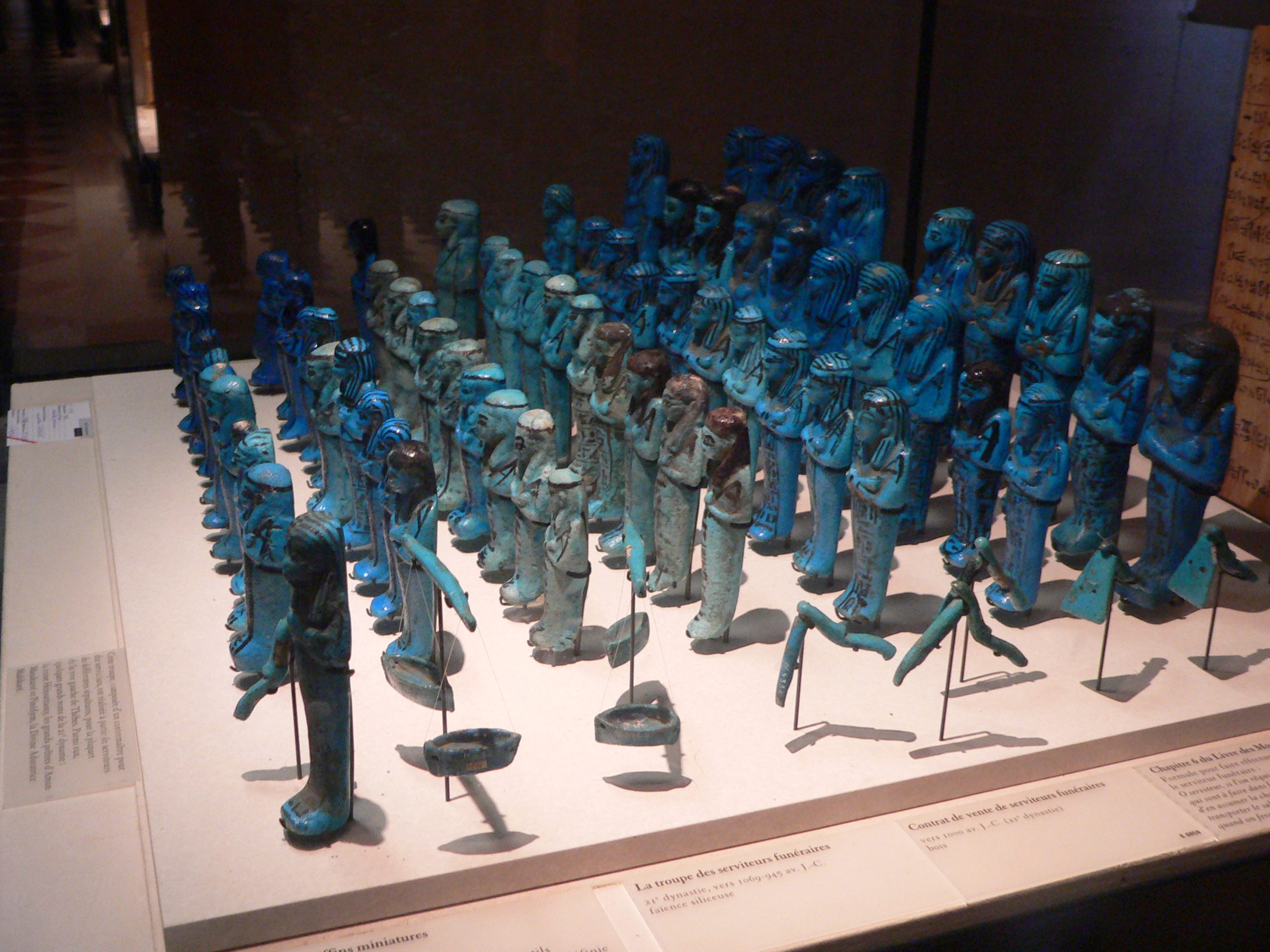
Ushabti in faïence conservati al Louvre

Ushabti di diversi materiali a confronto (a destra quello blu del faraone Nectanebo II), Museo Egizio di Torino.

Durante la cerimonia funebre i sacerdoti, con particolari riti magici, davano vita alla statuetta che sarebbe stata tumulata insieme al defunto per accompagnarlo nell'oltretomba. Gli ushabti potevano essere di numero variabile, da pochi a centinaia. Quelli ritrovati nella tomba del faraone Taharqa (XXV dinastia) erano centinaia e dimostravano che anche i faraoni nubiani avevano assimilato le usanze funerarie egizie.
Se il defunto avesse superato positivamente la psicostasia (nota anche come "la prova della pesatura del cuore") sarebbe andato in paradiso, ovvero nei campi Aaru, raffigurati come campi ricchi di frutti, coltivazioni ed ogni genere di delizie, dove sarebbe vissuto felicemente e senza alcuna preoccupazione, godendo degli stessi agi della sua vita terrena, perché gli ushabti avrebbero svolto per lui ogni mansione e lavoro, provvedendo quindi a tutte le necessità della vita ultraterrena. E se, e quando, il dio Osiride lo avesse chiamato, un ushabti avrebbe risposto.